# Le Chéri de sa concierge (film, 1951)
Pour les articles homonymes, voir Le Chéri de sa concierge.
Pour plus de détails, voir Fiche technique et Distribution.
Le Chéri de sa concierge est un vaudeville français réalisé en 1951 par René Jayet. 

## Synopsis
Reprise du film du même nom réalisé par Giuseppe Guarino en 1934 où Alice Tissot et Fernandel avaient les rôles principaux.

## Fiche technique
- Réalisateur : René Jayet assisté de Pierre Cardinal
- Scénariste : Robert Bibal, Raoul Praxy et Michel Méry
- Décors : Aimé Bazin
- Photographie : Charles Bauer
- Montage : Marinette Cadix
- Son Robert Teisseire
- Producteurs : Léon Beytout et René Pignières
- Société de production : Société Nouvelle de Cinématographie (SNC
- Société de distribution : Les Films Vog
- Format : Noir et blanc - Son mono
- Pays de production :  France
- Genre : Comédie
- Durée : 90 minutes
- Date de sortie :	
  - France : 9 mai 1951

## Distribution
- Jean Parédès : Eugène Crochard, un benêt que ses camarades font passer pour millionnaire
- Lili Bontemps : Youyou
- André Gabriello : Bébert la Bredouille
- Paulette Dubost : Mme Motte, la concierge d'Eugène, amoureuse de lui
- Frédéric Duvallès : Gandois
- Louis Florencie : Pretendot
- René Alié : Boisgirard
- Josée Ariel
- Yvonne Claudie
- Marcelle Féry
- France Gabriel
- Nicole Gamma : Odette
- Maurice Gilmer
- Léon Larive : Le promeneur
- Charles Lemontier : Un commissaire
- Charles Mahieu : Vandergoote
- Liane Marlene
- Marcel Melrac : Un commissaire
- Roger Méra : Un employé
- Michel Méry : Un employé
- Georges Paulais : Le speaker
- Léon Pauléon : L'inspecteur du fisc
- Marcel Portier
- Marcel Pérès : Bellamy
- Philippe Richard : Cardinal
- Pierre Still : Un employé
- Titys : Le facteur